# Marmora (Ontario)
Marmora to gmina (ang. township) w Kanadzie, w prowincji Ontario, w hrabstwie Hastings.
Powierzchnia Marmora to 533,81 km².
Według danych spisu powszechnego z roku 2001 Marmora liczy 3985 mieszkańców (7,47 os./km²).